# Sclerolobium prancei
Sclerolobium prancei är en ärtväxtart som beskrevs av Howard Samuel Irwin och Mary Therese Kalin Arroyo. Sclerolobium prancei ingår i släktet Sclerolobium och familjen ärtväxter. Inga underarter finns listade i Catalogue of Life.